# Caldelas (Guimarães)
Caldelas (também conhecida como Caldas das Taipas e, no passado, S. Tomé de Caldelas) é uma freguesia portuguesa do município de Guimarães, com 2,69 km² de área e 6 304 habitantes (censo de 2021). A sua densidade populacional é 2 343,5 hab./km².
A povoação sede da freguesia, a povoação de Caldas das Taipas, foi elevada à categoria de vila pelo decreto n.º 30 518 de 19 de junho de 1940.

## Demografia
A população registada nos censos foi:
| Distribuição da População por Grupos Etários | Distribuição da População por Grupos Etários | Distribuição da População por Grupos Etários | Distribuição da População por Grupos Etários | Distribuição da População por Grupos Etários |
| -------------------------------------------- | -------------------------------------------- | -------------------------------------------- | -------------------------------------------- | -------------------------------------------- |
| Ano                                          | 0-14 Anos                                    | 15-24 Anos                                   | 25-64 Anos                                   | > 65 Anos                                    |
| 2001                                         | 1148                                         | 829                                          | 2856                                         | 419                                          |
| 2011                                         | 984                                          | 723                                          | 3389                                         | 627                                          |
| 2021                                         | 886                                          | 699                                          | 3594                                         | 1125                                         |

## História
A sede da freguesia de Caldelas é conhecida por Caldas das Taipas, devido às termas reconhecidas desde a presença romana. Localiza-se na estrada que liga Guimarães a Braga (EN 101). Dista cerca de 7 km da primeira de 14 km da segunda.
Da época dos romanos, que utilizavam as águas termais de Caldelas com qualidades medicinais, ficaram alguns testemunhos, como a Ara de Trajano, com inscrições ao imperador. Foram encontrados diversos vestígios dessa época no local onde se instalou o primeiro balneário, que entretanto foi reconstruído para o que hoje é conhecido como Banhos Velhos.
A descoberta de novas nascentes de água e a necessidade de construção de novas instalações para as termas, determinaram a localização do que ficou desde então conhecido como Banhos Novos. Depois de um período de interregno, as termas retomaram o seu funcionamento na década de 1980 e têm vindo a desenvolver melhorias técnicas, com objetivo de alargar os serviços.
As qualidades paisagísticas foram outrora descritas por artistas escritores que eternizaram as belezas naturais: Ferreira de Castro e Ramalho Ortigão.
Contudo, a vila teve um grande crescimento quer em termos de população residente, quer em termos de aglomerado urbano. Este crescimento explica-se, num primeiro momento pela instalação expressiva da indústria de cutelarias e num segundo momento, pelo facto da proximidade de duas importantes cidades – Braga e Guimarães e da melhoria das facilidades de acesso às cidades. O crescimento, não tendo sido controlado, levou a situações de rutura e a ligação rodoviária a Guimarães é feita com alguma dificuldade, devido ao elevado tráfego que se regista ao longo daquela via. Indelevelmente, aquele crescimento teve impactes negativos na paisagem e as descrições daqueles autores seriam hoje bastante diferentes.
Para além das termas, existe na localidade um parque de campismo, um complexo de piscinas e um parque natural que margina o rio Ave, que em conjunto, vincam a forte vocação turística da vila, que é ainda potencial e expectante.
Apesar do seu santo padroeiro (orago) ser São Tomé, são mais celebradas, na vila, as romarias relacionadas a São Pedro.

### Termas
A potencialização da atividade termal em Caldelas inicia-se com a romanização. Em 1753, Frei Cristóvão fez rasgados elogios às termas e às suas virtudes terapêuticas, num livro seu sobre locais que visitou.
As ruínas dos Banhos Velhos representam um complexo termal com poço, piscina, tanques, nascentes e balneários, com revestimento de tijolo e mosaico, tendo sido descobertas no século XIX.
Em 1818, a autarquia expropria o campo do Tapadinho para aí construir um balneário. A crescente importância da exploração das águas termais está patente no facto de terem sido expostas na Exposição Industrial de Guimarães, em 1884. Em 1906, José Antunes Machado arremata à Câmara Municipal de Guimarães a concessão da exploração industrial e comercial das nascentes, implementando uma série de infraestruturas: a “buvette” de captação das águas e um moderno balneário. José Machado depressa cede os direitos de exploração a um consórcio: a Empresa Termal das Taipas.
Em 1917, seria inaugurado o Hotel das Termas, da autoria do arquiteto portuense Eduardo da Costa Alves. O presidente da República Óscar Carmona esteve aí hospedado, aquando das Comemorações do Duplo Centenário, em 1940. A estância termal assenta num edifício de inspiração neoclássica oitocentista, sendo as únicas termas do país com tratamento eficaz para problemas dermatológicos, além de ótimos tratamentos para os variados problemas. Atualmente, o complexo das Termas é muito mais do que a simples estância termal. Conhecidas como Taipas Termal, existem hoje unidades hoteleiras, bem como um parque de campismo intrínseco ao complexo termal, e ainda as piscinas das Taipas Termal e o Parque de Lazer, entre outros motivos de interesse.

### Avepark
O Avepark encontra-se em construção desde junho de 2006, entre a vila das Caldas das Taipas e a freguesia de Barco, como polo do Ave do Parque de Ciência e Tecnologia do Porto onde em parceria com a Universidade do Minho, se prevê também a instalação, no âmbito de uma candidatura efetuada à União Europeia, do primeiro Centro Europeu de Excelência em território nacional (o Instituto Europeu de Excelência em Engenharia de Tecidos e Medicina Regenerativa).

## Património
- Ara de Trajano (Lápide das Taipas) ou Penedo de Trajano, Penedo da Moura ou Ara de Nerva[7]
- Ponte do Rio Ave ou Ponte das Taipas[8][9]
- Termas das Taipas (Banhos Velhos)

## Atividades económicas
- Agricultura
- Indústria metalúrgica
- Indústria cutileira
- Comércio
- Artesanato de objetos em chifre

## Coletividades e Associações
- Banda Musical de Caldas das Taipas
- Clube Caçadores das Taipas
- Centro de Atividades Recreativas Taipense (CART)
- Rotary Club de Caldas das Taipas
- Centro Social Pe. Manuel Joaquim de Sousa
- Clube de Ténis
- Clube de Ténis de Mesa
- Clube de Caça do Vale do Ave
- Clube de Pesca
- CNE - Agrupamento 666 de Caldas das Taipas
- Associação Humanitária dos Bombeiros Voluntários de Caldas das Taipas
- Movimento Artístico das Taipas - Associação Cultural
- Molinhas - Clube de Rope Skipping das Taipas
- Comissão de Festas Dar Vida à Vila (DVAV)

## Feiras, festas e romarias
- S. Pedro (Festas da Vila)
- S. Tomé e Santo Ovídio
- Feira semanal às segundas-feiras

## Atividades culturais e turísticas
- Feira de Antiguidades e Velharias
- Atividades culturais promovidas pela Comissão de Festas Dar Vida à Vila (DVAV)
- Atividades culturais promovidas pelos Banhos Velhos

## Gastronomia
- Rojões com papas de sarrabulho

## Outros locais
- Parque de lazer com praia fluvial
- Termas
- Parque de Campismo
- Polidesportivo CART,
- Campo de ténis
- Piscinas

## Política

### Eleições autárquicas
| Data | %      | V      | %       | V       | %      | V      | %     | V  | %     | V  | %       | V       | %       | V       |
| Data | IND    | IND    | PPD/PSD | PPD/PSD | CDS-PP | CDS-PP | PS    | PS | AD    | AD | APU/CDU | APU/CDU | PSD-CDS | PSD-CDS |
| ---- | ------ | ------ | ------- | ------- | ------ | ------ | ----- | -- | ----- | -- | ------- | ------- | ------- | ------- |
| 1976 | 36,70  | 3      | 28,10   | 3       | 21,83  | 2      | 9,96  | 1  |       |    |         |         |         |         |
| 1979 |        |        | AD      | AD      | AD     | AD     | 22,45 | 3  | 61,60 | 8  | 14,10   | 2       |         |         |
| 1982 | 40,47  | 5      | AD      | AD      | AD     | AD     | 48,13 | 7  | 9,02  | 1  |         |         |         |         |
| 1985 | 35,05  | 4      | 21,03   | 2       | 34,39  | 3      |       |    | 7,12  | -  |         |         |         |         |
| 1989 | 34,07  | 3      | 10,07   | 1       | 49,57  | 5      | 4,18  | -  |       |    |         |         |         |         |
| 1993 | 28,35  | 3      | 5,54    | -       | 59,80  | 6      | 3,85  | -  |       |    |         |         |         |         |
| 1997 | 35,22  | 3      | 15,98   | 2       | 35,87  | 4      | 8,44  | -  |       |    |         |         |         |         |
| 2001 | 29,46  | 3      |         |         |        |        | 46,70 | 4  | 19,64 | 2  |         |         |         |         |
| 2005 | 8,59   | -      | 45,51   | 5       | 2,38   | -      | 29,30 | 3  | 10,87 | 1  |         |         |         |         |
| 2009 |        |        | 57,20   | 8       | 1,36   | -      | 33,36 | 5  | 4,14  | -  |         |         |         |         |
| 2013 | CDS-PP | CDS-PP | PPD/PSD | PPD/PSD | 42,03  | 6      | 6,66  | 1  | 45,04 | 6  |         |         |         |         |
| 2017 | CDS-PP | CDS-PP | PPD/PSD | PPD/PSD | 58,10  | 8      | 3,27  | -  | 32,64 | 5  |         |         |         |         |